# 穆姆拉村委员会
穆姆拉村委员会（俄语：Мумринский сельсовет）是俄罗斯联邦阿斯特拉罕州伊克里亚诺耶区所属的一个村委员会。其下辖有2个居民点，行政中心为穆姆拉。据2015年统计，该村委员会的人口为2901人。